# Berkay Bayraktar
Berkay Bayraktar (Bursa, 3 luglio 1998) è un pallavolista turco, libero dello Ziraat Bankası.

## Carriera

### Club
La carriera di Berkay Bayraktar inizia nella formazione del Tofaş, partecipando alla Voleybol 1. Ligi dal 2014-15 al 2016-17. Nel campionato 2017-18 approda in Efeler Ligi, ingaggiato dall'İnegöl, dove resta per un biennio e si aggiudica una BVA Cup.
Nella stagione 2019-20 si trasferisce allo Ziraat Bankası, conquistando, in campo nazionale, tre edizioni della Supercoppa turca e altrettanti scudetti, ricevendo anche il riconoscimento individuale come rising star, e, in campo internazionale, una edizione della Coppa CEV.

### Nazionale
Fa parte della nazionale turca under 19 che si aggiudica la medaglia di bronzo al Campionato europeo under 19 2015, mentre con l'under 21 partecipa al campionato europeo 2016, passando dalle qualificazioni.
Nel 2022 debutta in nazionale maggiore in occasione dei XIX Giochi del Mediterraneo, conquistando poi la medaglia d'argento alla Volleyball Challenger Cup. Un anno dopo vince l'oro alla European Golden League e alla Volleyball Challenger Cup.

## Palmarès

### Club
- Campionato turco: 3

2020-21, 2021-22, 2022-23
- Supercoppa turca: 3

2021, 2022, 2023
- Coppa CEV: 1

2024-25
- BVA Cup: 1

2017

### Nazionale (competizioni minori)
- Campionato europeo under 19 2015
- Volleyball Challenger Cup 2022
- European Golden League 2023
- Volleyball Challenger Cup 2023

### Premi individuali
- 2023 - Efeler Ligi: Rising star